# MOTAS
The Mystery of Time and Space (popularmente conhecido como MOTAS) é um jogo de aventura no estilo point and click criado por Jan Albartus (LOGAN). O jogo foi produzido para Flash e foi um dos pioneiros no gênero room escape.Nytimes.com mencionou MOTAS em seu artigo "GAME THEORY; A Little Getaway: Small, Simple, Fast and Fun".
No MOTAS, do aventureiro Nelson Lill-Dollar precisa resolver uma série de quebra-cabeças e enigmas para destrancar passagens misteriosas através do tempo e espaço.

## Jogabilidade
O jogador clica em objetos do cenário à procura de itens. Por exemplo: no primeiro quarto o jogador encontra uma chave sobre um travesseiro, que é usada para para abrir um armário (e não a porta de saída). No armário há uma chave de fenda, que deve ser usada para remover um quadro.
Com frequência, o jogador deve recorrer à criatividade e ao raciocínio lógico para decidir o que fazer com os itens encontrados, além de descobrir onde usá-los. O objetivo é descobrir uma forma de sair do lugar em que está preso, que varia em cada fase.

## Fases
Como em grande parte dos jogos do estilo room escape, o jogador acorda trancado em um quarto com amnésia. As fases apresentam alguns enigmas bastante triviais, com fortes influências de ficção científica e alta tecnologia. As fases mais recentes sugerem, através de informações e citações de livros, que o personagem é um clone, causando uma cerca polêmica não comum em jogos do gênero.
O jogo envolve ao mesmo tempo as fases, em que gradualmente vão surgindo novos quartos, chegando até a apresentar um mundo exterior visto de dentro de um edifício trancado. Como as fases são contínuas, elementos intrudizidos nas mais antigas reaparecem nas posteriores. Como por exemplo uma figura cor de rosa que surge no oitavo quarto e é revelada apenas no décimo sétimo, quando o jogador percebe que aquela figura que o seguia na oitava fase era ele mesmo viajando no tempo.

### Datas de publicação
- Fase 1: novembro de 2001
- Fase 2: 18 de fevereiro de 2002
- Fase 3: 7 de junho de 2002
- Fase 4: 6 de julho de 2002
- Fase 5: 15 de agosto de 2002
- Fase 6: 5 de setembro de 2002
- Fase 7: 5 de outubro de 2002
- Fases 8 a 11: 23 de julho de 2003
- Fase 12: 7 de novembro de 2003
- Fase 13: novembro de 2004
- Fase 14 a 16: 17 de dezembro de 2006
- Fase 17: 18 de dezembro 2006
- Fase 18: 10 de janeiro de 2007
- Fase 19: 13 de janeiro de 2007
- Fase 20: 27 de Maio de 2008
- Livro de visitas: dezembro de 2001

Mystery of Time and Space é considerado referência para o estilo Escape the room. É citado como tal em diversos jogos, como o Cybee's Adventure, onde um "MOTAS Deluxe box" aparece como item.
Em seus créditos, o popular jogo Crimson Room cita o MOTAS como inspiração.

## Recepção da crítica
O Channel 4 (canal de TV americano) teceu comentários a respeito do MOTAS, descrevendo-o como como "um deleite com enigmas complexos". Mas também criticou o jogo por apresentar uma certa obscuridade e dificuldade nos quebra-cabeças.
MOTAS também é mencionado em um artigo de TheStar.com: "Para muitos jogadores, fugir significa começar preso - jogos de room escape, em suas diversas variações, estão crescendo".
PCWorld.com escreveu: "Se você gostou dos quartos "Crimson" e "Viridian", vai se deliciar com o "Mystery of Time and Space", um jogo de 12 fases no mesmo estilo que os "quartos"".